# Uragami Gyokudō

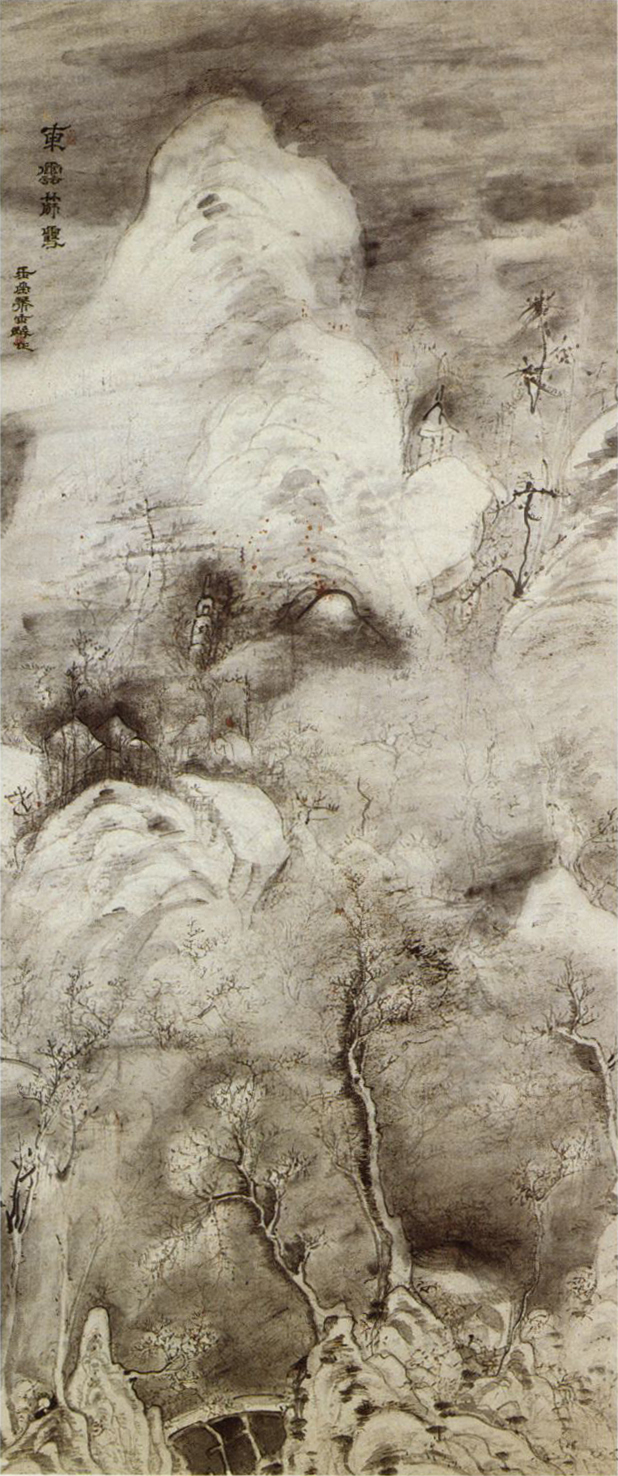
Pulverschnee aus Eiswolken (凍雲篩雪図, Tōun shisetsu zu), Nationalschatz (Kawabata-Yasunari-Gedenkstätte)

Uragami Gyokudō (japanisch 浦上 玉堂) (* 1745; † 10. Oktober 1820) war ein Nanga-Maler der späten Edo-Zeit.

## Werdegang und künstlerische Betätigung
Gyokudō diente als enger Vertrauter Ikeda Masaka (池田 政香; 1741–1768) aus dem Kamogata-han, einem Nebenzweig des mächtigen Ikeda-Klans in der Provinz Bizen. Gyokudō hatte oft geschäftlich in Edo zu tun. Er studierte nebenbei Koto und Dichtkunst, wobei er sich als Koto-Spieler Gyokudō Kinshi (玉堂琴士) nannte. Dieser Name leitete sich ab von einer Inschrift „Klare Töne aus der Jadehalle“ (玉堂清韻, gokudō seiin) auf der Rückseite einer Koto aus der Ming-Zeit, hergestellt von Gu Yuanzhao (chinesisch 顧元昭, W.-G. Ku Yüan-chao). 
Gyokudō studierte auch Malerei, und zwar unter Tani Bunchō. 1793 gab er seinen Posten ab und gab im folgenden Jahr mit seinen Söhnen Shunkin (春琴), der sich auch als Maler betätigte, und Shūkin (秋琴) seinen Samurai-Status auf. Er verbrachte die verbleibenden Jahre damit, durch die Provinzen zu reisen und sich sein Leben mit Malerei zu verdienen. 
Viele seiner Landschaftsbilder zeigen einen kräftigen, rhythmischen Pinselstrich, meist nur in Schwarz, Grau, Rot und Gelb.

## Bildauswahl

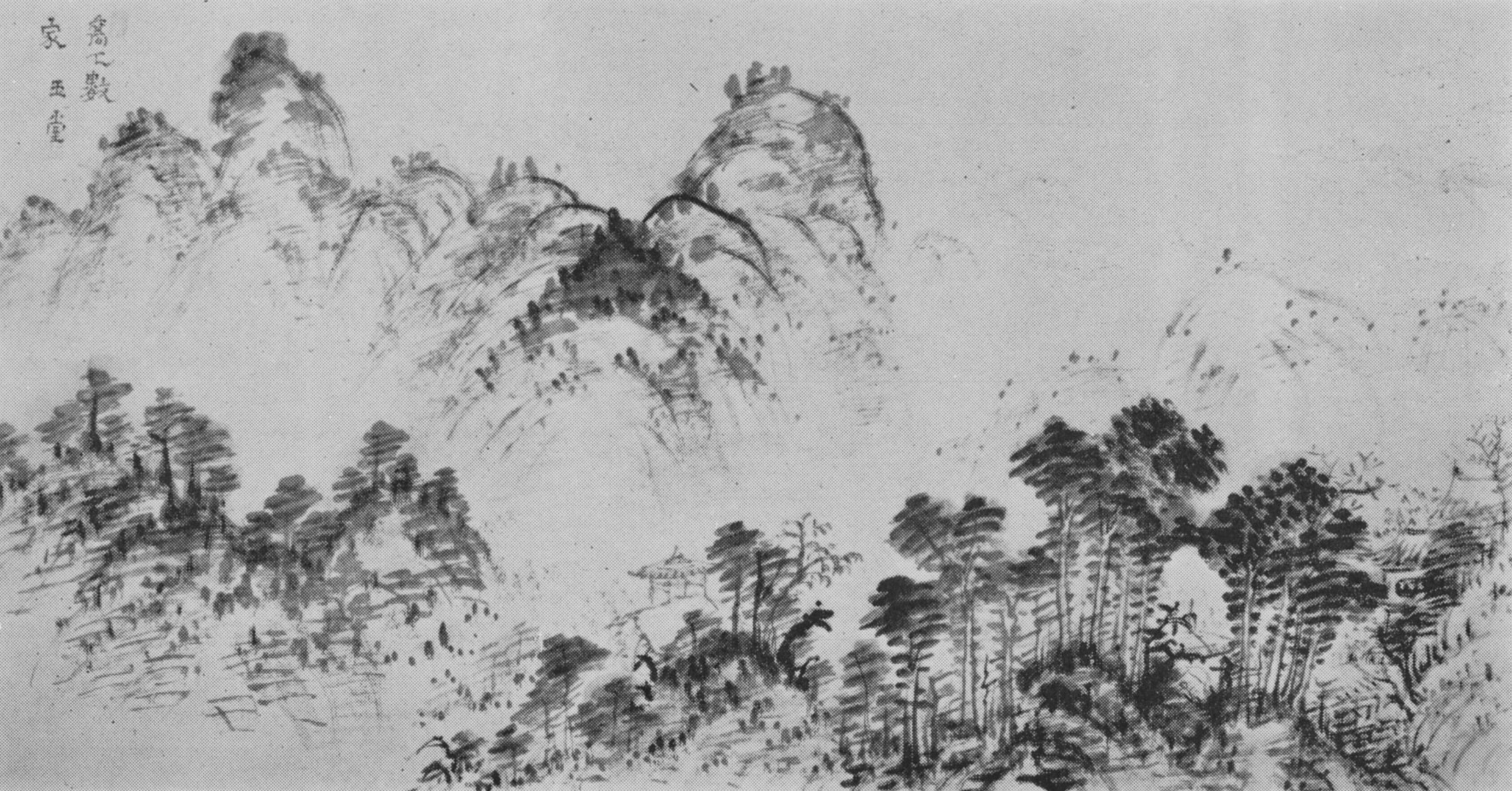
Landschaft
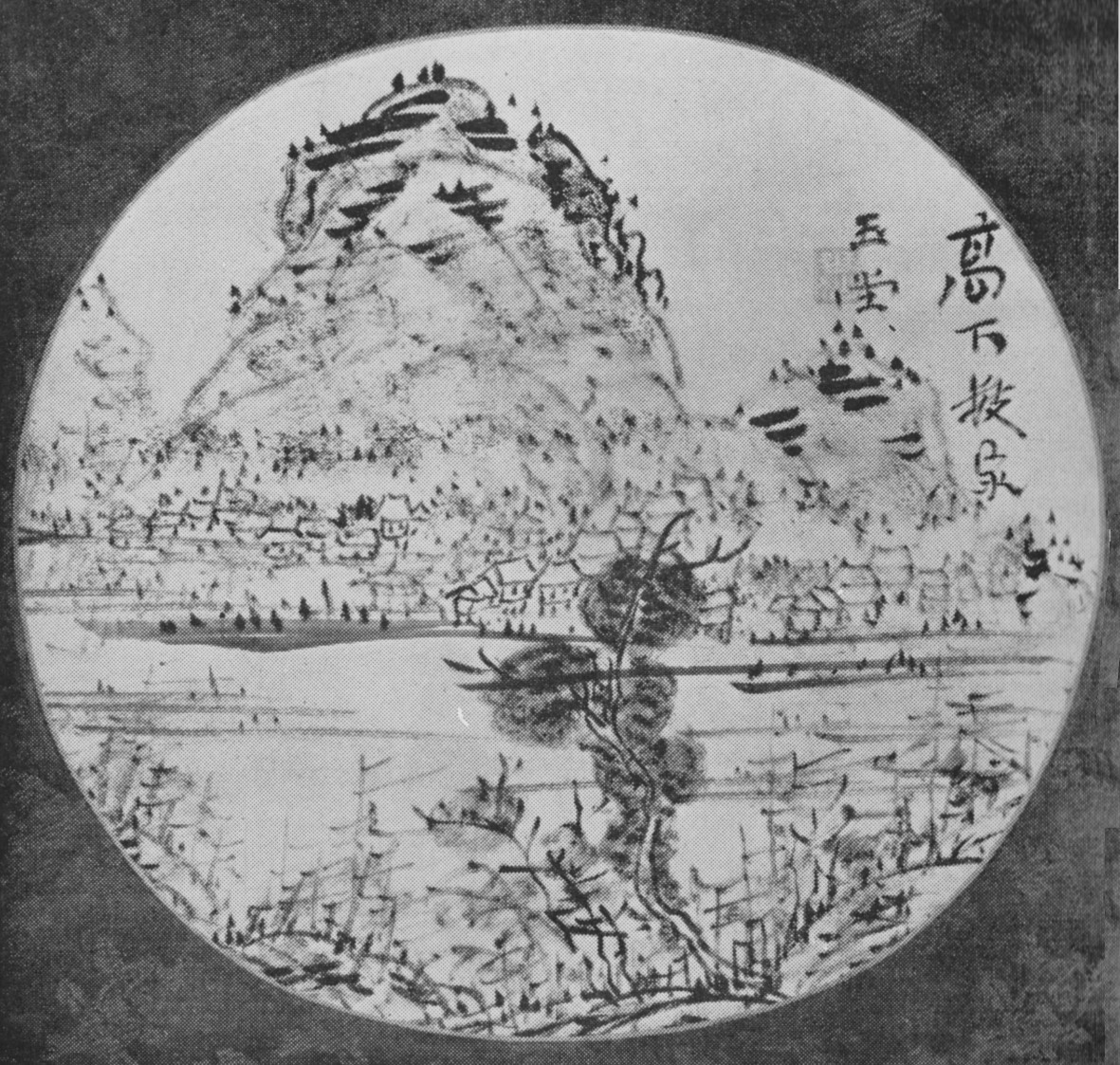
Landschaft auf feststehendem Fächer
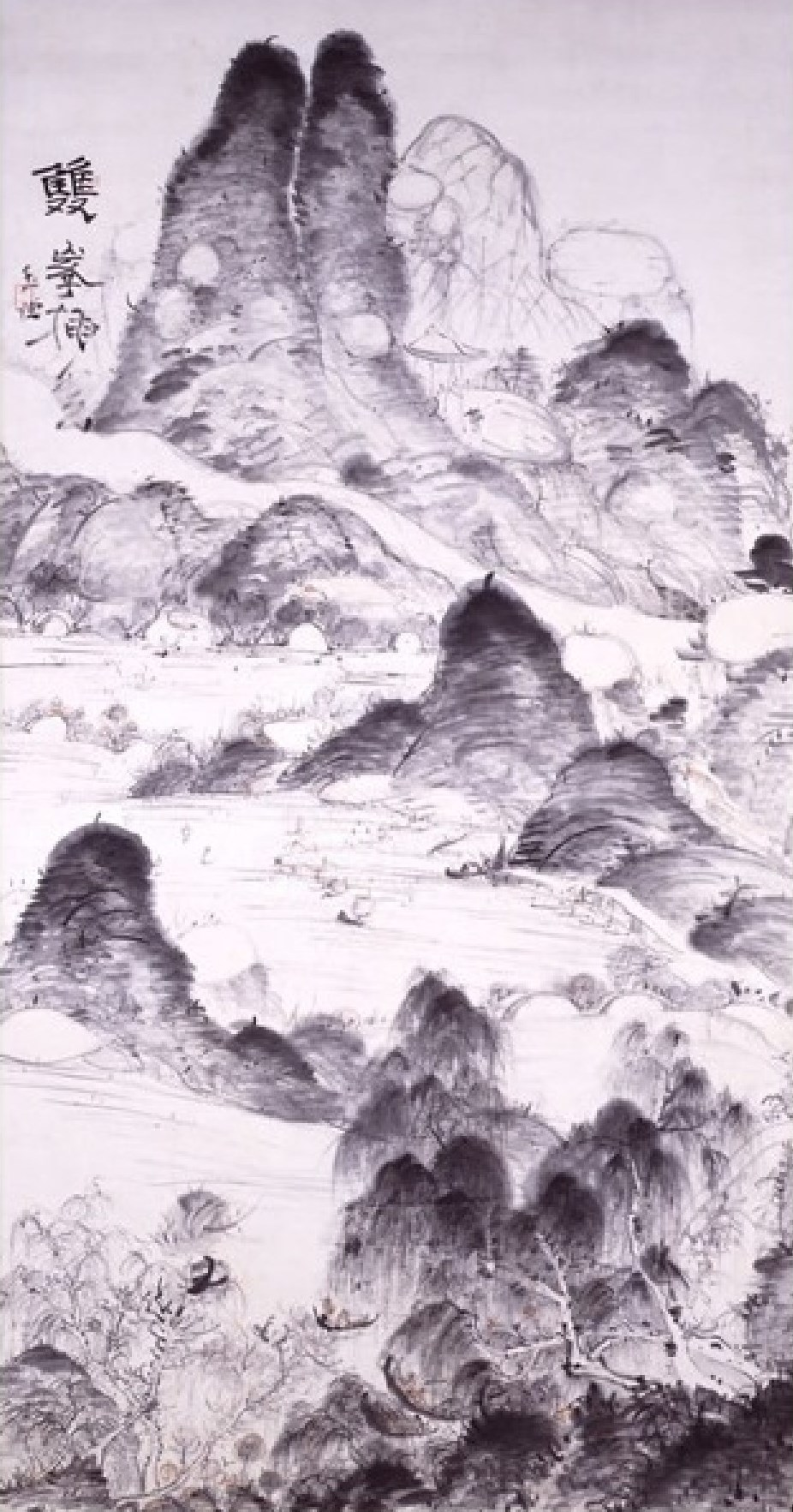
Berge[A 1]
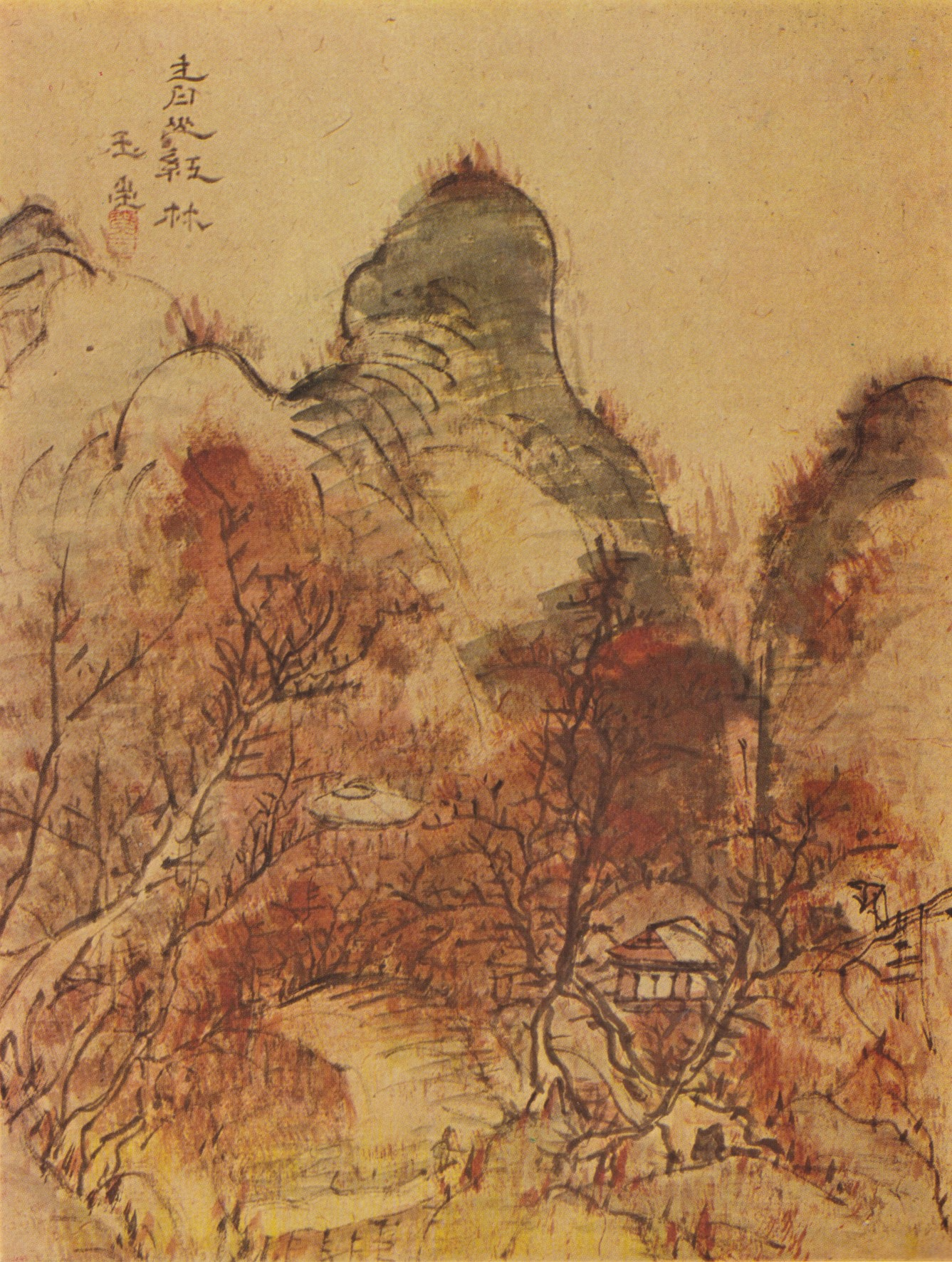
Landschaft

## Auswahl von Schriften
- Gyokudō Kinshishū (玉堂琴士集, „Gyokudō-Kinshi-Sammlung“)
- Gyokudō Kimpu (玉堂琴譜, „Gyokudō: Notizen“)
- Gyokudō Zakki (玉堂雑記, „Gyokudō: Vermischtes“)